# Peter's Progress
Peter's Progress (titulado Los progresos de Peter en España y El progreso de Peter Latinoamérica) es el decimosexto y último episodio de la séptima temporada de la serie Padre de familia. El episodio está escrito por Wellesley Wild y dirigido por Brian Iles.
La trama se centra en Peter, donde una vidente le lee la mano y le cuenta que en el siglo XVII llevó una vida fascinante como Griffin Peterson, un apuesto caballero de la Inglaterra de aquella época.

## Argumento
Cleveland Brown le presenta a sus amigos a su prima de Jamaica, Madame Claude, la mujer es vidente y se ofrece a leerles la mano, allí descubre las vidas pasadas que tuvieron; Joe fue una vez un pulpo al que un tiburón le arrancó los tentáculos, y Quagmire, la viva imagen de Jack el Destripador cuando termina con este, pasa a Peter al que le dice que en otra vida fue un apuesto caballero de la Inglaterra del siglo XVII llamado Griffin Peterson, verdadero fundador de Quahog y el amor de Lady Redpubis (Redbush en el doblaje original)
La historia se remonta a 1670, donde Peterson va a visitar a su amada y pedirle la mano a su padre a lo que accede. Sin embargo, un día mientras realiza su paseo con sus lacayos, el Rey Stewart III se encuentra a ambos cogidos de la mano y decide que esa mujer solo es digna de un rey. Ambos están prometidos y llega el día de la boda, justo cuando Peterson se dirigía a la iglesia es interceptado por la Guardia Real siendo secuestrado y exiliado al Nuevo Mundo, mientras tanto, Redpubish empieza a impacientarse en el altar al ver que su prometido no llega. En cambio, su padre, lejos de consolarla, solo piensa en meterle mano. Finalmente entra en escena Stewart quien le anuncia que Peterson ha muerto procediendo después a casarse con ella.
Tras llegar al Nuevo Mundo, y Griffin establece una colonia con la ayuda de sus amigos a la que llaman Quahog. El tiempo pasa, y hace que olvide a su amada y contrae matrimonio con Brownpubis, sin embargo, Redpubis es incapaz de olvidarle, y aunque esté casada con el rey se siente infeliz. El bufón de la Corte al escuchar sus lamentos, le confiesa que su amado no está muerto sino que el Rey le mandó desterrar, al pasarle un periódico, descubre que Peterson está en el Nuevo Mundo y se dispone a partir para allá acompañado por el bufón, al cual matarían de saber que le ha contado la verdad a la mujer, finalmente ella y Griffin se reúnen después de tanto tiempo siendo felices de nuevo, pero al casarse, antes debe realizar un complicado trámite de divorcio (matar a su mujer con un mosquete).
Seis meses después, el Rey Stewart descubre que Redpubis ha desaparecido sin dejar rastro, cuando descubre su paradero, marcha de inmediato a Quahog para reclamar su posesión y matar a Griffin además de sembrar el terror en la colonia. Ajenos a lo que pasa, la pareja son descubiertos por el Teniente Real, finalmente él y el rey se ven las caras y toma al oficial como escudo humano al que amenaza con matarlo, de igual manera Stewart lo hace con Redpubis. Visto que la palabrería de amenazas no lleva a ninguna parte, deciden resolver sus disputas mediante un concurso de talentos donde el vencedor se quedará con Lady Redpubis. Para su número, Stewart roba al bufón un chiste suyo que tiempo atrás encontraba aburrido, por otro lado, Peterson y sus amigos de la colonia roban una referencia de Revenge of the Nerds donde preparan un acto musical tecno. Finalmente, Peterson sale ganador y tanto él como su amada se quedan a vivir en Quahog, donde Madame Claude puntualiza que ambos no vivirán más de 30 años y que Redpubis morirá durante un parto

## Producción
El episodio está escrito por Wellesley Wild y dirigido por Brian Iles. El episodio se emitió en el bloque de Animation Domination presentado por una versión animada del rapero Eminem y Stewie. El propio cantante prestó su voz al personaje y dijo "fue emocionante trabajar junto a Stewie" y comentó ser un "gran fan de los bebés parlantes y su sentido del humor".
En cuanto al reparto principal, Josh Radnor, Jason Segel y Neil Patrick Harris, protagonistas de How I Met Your Mother prestaron sus voces a sus respectivos personajes de la misma serie. El guionista John Viener hizo la voz de Madame Claude, prima de Cleveland. El actor John G. Brennan y los guionistas Alec Sulkin, Danny Smith, Tom Devanney y Mark Hentemann realizaron interpretaciones menores.[cita requerida] Al elenco se unen Alexander Siddig, Martin Savage, John Ross Bowie, Brody Hutzler, Derwin Jordan, Keri Lynn Pratt, David Pressman y Erik von Detten.